# Haus zum Kronprinzen

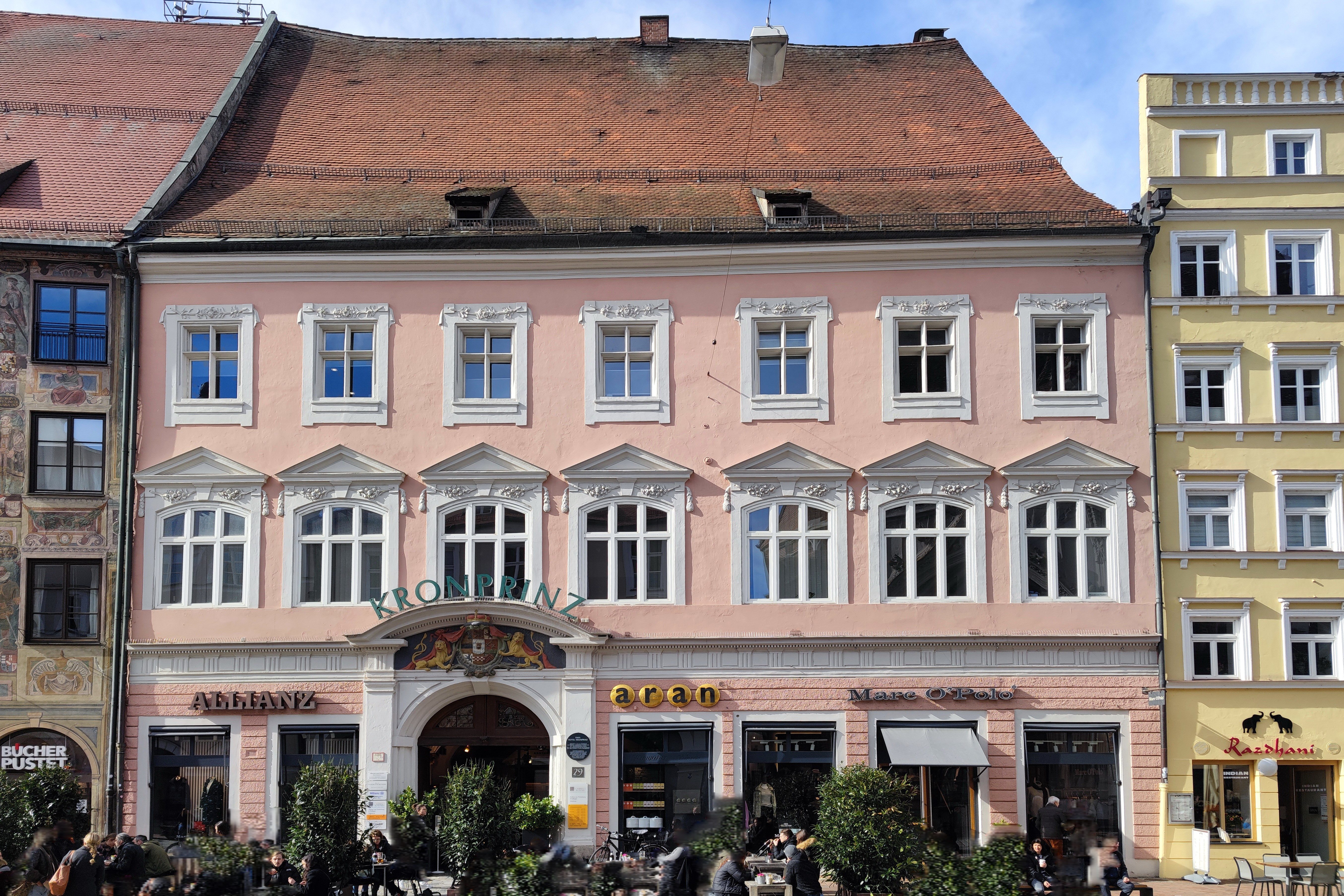
Haus zum Kronprinzen

Das Haus zum Kronprinzen ist ein ehemaliges Palais in der historischen Altstadt von Landshut.
Der stattliche dreigeschossige Bau wurde im 15. Jahrhundert als Wohnhaus für den herzoglichen Rat Martin Mair errichtet. 1485 wurde darin die herzogliche Kanzlei eingerichtet. Nach der Auflösung des Herzogtums Bayern-Landshut und der Wiedervereinigung Bayerns diente es ab 1505 als herzogliches bzw. kurfürstliches Regierungsgebäude für das Rentamt Landshut.
Aus der Entstehungszeit des Gebäudes ist die gotische Haushalle mit Netzgewölbe erhalten, in dem noch zwei Schlusssteine mit den Wappen des Martin Mair, einem Stulpenhut, und seiner Gattin Katharina Imhof, einem Fabeltier, zu sehen sind.
1815 wurde das Haus zu einem Gasthof umgebaut. In Erinnerung an den bayerischen Thronfolger Ludwig I., der an der Universität Landshut studiert hatte, erhielt der Gasthof den Namen Zum Bayerischen Kronprinzen.
Die Fassade wurde um 1780 im Stil des Klassizismus gestaltet. Über dem Portal befindet sich das Wappen des bayerischen Kurfürsten Karl Theodor, auf den Portalflügeln Medaillons, die sein Porträt und das seiner Gemahlin Elisabeth Auguste zeigen.
Von 1912 bis 2003 befanden sich die Kronprinz-Lichtspiele in dem Gebäude.
Koordinaten: 48° 32′ 2,8″ N, 12° 9′ 1″ O